# Філіп Лоренц Ґайґер
Філіп Лоренц Ґайґер (29 серпня 1785, Фрайнсгайм – 19 січня 1836, Гайдельберґ ) — німецький фармацевт і хімік, відомий своєю роботою з рослинними алкалоїдами.
З 14 років він працював учнем фармацевта в Адельсгаймі, після чого пройшов навчання в якості асистента в Гайдельберзі, Раштатті та Карлсруе. Близько 1811 року він очолив аптеку в Лерраху, потім з 1814 до 1821 року працював у аптеці Гайдельберзького університету. Тим часом він отримав ступінь доктора філософії (1817) і пройшов габілітацію (1818). У 1824 році його призначили доцентом, призначення, яке було зроблено проти волі Леопольда Ґмеліна, професора хімії в Гайдельберґу.
Разом з Людвіґом Гессе він виділив алкалоїди атропін, аконітин, колхіцин і гіосціамін. У 1831 році він першим отримав коніїн у чистому вигляді.

## Опубліковані праці
З 1824 до 1836 року він був редактором журналу «Magazin für Pharmacie und die dahin einschlagenden Wissenschaften» (томи 7–36). Крім того, він був автором першого тому «Універсальної фармакопеї», другий том був написаний спільно з Карлом Фрідріхом Мором. Серед інших опублікованих робіт Ґайґера:
- Pharmaceutische Botanik ; з Крістіаном Готфрідом Даніелем Нісом фон Езенбеком (2-е видання, 2 томи, 1839–40).
- Pharmaceutische Zoologie, (2-е видання, 1839).
- Handbuch der Chemie : mit Rücksicht auf Pharmacie, з Юстусом Лібіґом, (5-е видання, 2 томи, 1843)[6].

Geiger є міжнародним науковим скороченням імені ботанічного автора: Філіп Лоренц Ґайґер.
Перегляньте таксони, приписувані цьому автору, в International Plant Names Index (IPNI).